# Cruéjouls
Cruéjouls (en occitano Cruèjols) era una comuna francesa situada en el departamento de Aveyron, de la región de Occitania, que el 1 de enero de 2016 pasó a ser una comuna delegada de la comuna nueva de Palmas-d'Aveyron al fusionarse con las comunas de Coussergues y Palmas.

## Demografía
| Gráfica de evolución demográfica de Cruéjouls entre 1800 y 2013 |
|                                                                 |

Los datos demográficos contemplados en este gráfico de la comuna de Cruéjouls se han cogido de 1800 a 1999 de la página francesa EHESS/Cassini, y los demás datos de la página del INSEE.